# Tandilia microstigma
Tandilia microstigma är en fjärilsart som beskrevs av George Francis Hampson 1903. Tandilia microstigma ingår i släktet Tandilia och familjen nattflyn. Inga underarter finns listade i Catalogue of Life.